# Felicija Bortkevičienė
Felicija Bortkevičienė, född 1873, död 1945, var en litauisk politiker och tidningsredaktör. 
Hon engagerade sig i ett flertal politiska partier, verkade för Litauens frigörelse från Ryssland och var en av delegaterna till stora Seimas i Vilnius 1905. Hon satt i Seimas 1921-1931. Hon föreslogs som minister 1918 och blev 1926 den första kvinna som deltog i presidentvalet. Hon var också engagerad i kvinnorörelsen, och var medlem i Lithuanian Women's Association 1905-1907 och ordförande för Lithuanian Women's Union 1922-1928. Efter införandet av diktatur i Litauen 1926 tillhörde hon regimens motståndare och hennes tidning bombades. 